# 許燕輝
許燕輝（1978年9月28日—），金門縣人，金城鎮傳統攤販家庭出身，目前為金門縣許氏宗親會總幹事。

## 外部連結
許燕輝facebook粉絲專頁